# Port Campbell National Park
Der Port Campbell National Park liegt 285 km westlich von Melbourne im australischen Bundesstaat Victoria und bildet den Höhepunkt der Great Ocean Road und des great Ocean Walk. Er schützt die Küstenregion zwischen Princetown und Peterborough. Das vorgelagerte Meeresgebiet mit seinen Inseln liegt im Twelve Apostles Marine National Park und der angrenzende nordwestliche Küstenstreifen mit seinen Buchten im Bay of Islands Coastal Park. Die Erosion der Steilküste hat hier eine grandiose Kulisse geschaffen, deren Höhepunkt die Skulpturen der Twelve Apostles sind. Der Nationalpark wurde nach dem schottischen Walfänger Alexander Campbell benannt, der auch für den Namen der sich hier befindlichen Stadt Port Campbell  steht.

## Geologie
Vor 10 bis 20 Millionen Jahren lagerten sich die Überreste von Meeresgetier am Meeresboden ab und verdichtete sich zu Kalkstein. Als sich das Meer zurückzog enthüllte es das weiche Gestein. Über tausende von Jahren bearbeiteten die anstürmenden Wellen und Gezeiten unaufhörlich die bis 70 m hohe Steilküste, schnitten so tiefe Schluchten, gestalteten Felsnadeln, Inseln und Steinbögen. Die Erosion schreitet stetig voran und deshalb ist dieses Gebiet einer ständigen Veränderung unterworfen.

## Geschichte
Als erstes nutzten die Kirrae Whurrong Aborigines die Fülle an Ressourcen des Meeres zum Verzehren. Gefundene Artefakte dienen als Indikator für ihre gesunde Lebensweise über tausende von Jahren. Sie nutzen auch heute noch das Gebiet für ihre traditionelle Lebensweise.
Später, 1840, zog es Robben- und Walfänger in diese Gegend, die erste Stadt wurde aber erst nach 1870 gegründet. Die Bass Strait entwickelte sich zunehmend zu einer Hauptversorgungsroute von Europa in die aufstrebenden Regionen Victoria und New South Wales. Doch die gefährlichen Klippen mit ihrer starken Brandung forderten viele Opfer. Das bekannteste Unglück geschah 1878 als der Klipper Loch Ard bei starkem Nebel und starker Brandung vor der Muttonbird Island bei der Loch Ard Gorge sank. Von der 52 Mann starken Besatzung überlebten nur zwei Mann – ein Grund dafür, dass diese Küstenlinie auch als Shipwreck Coast berüchtigt wurde.

Sehenswürdigkeiten im Port Campbell National Park
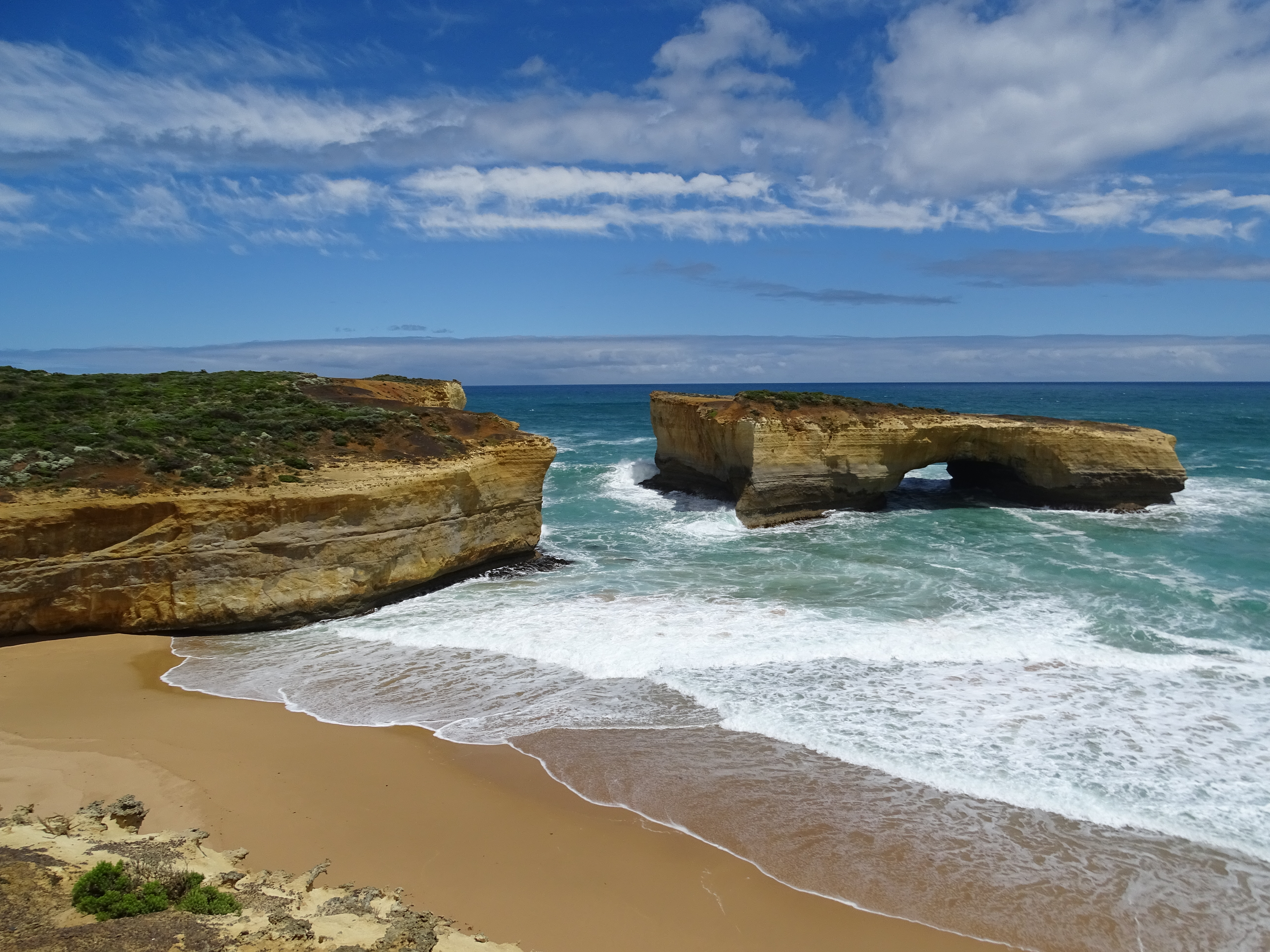
London Bridge
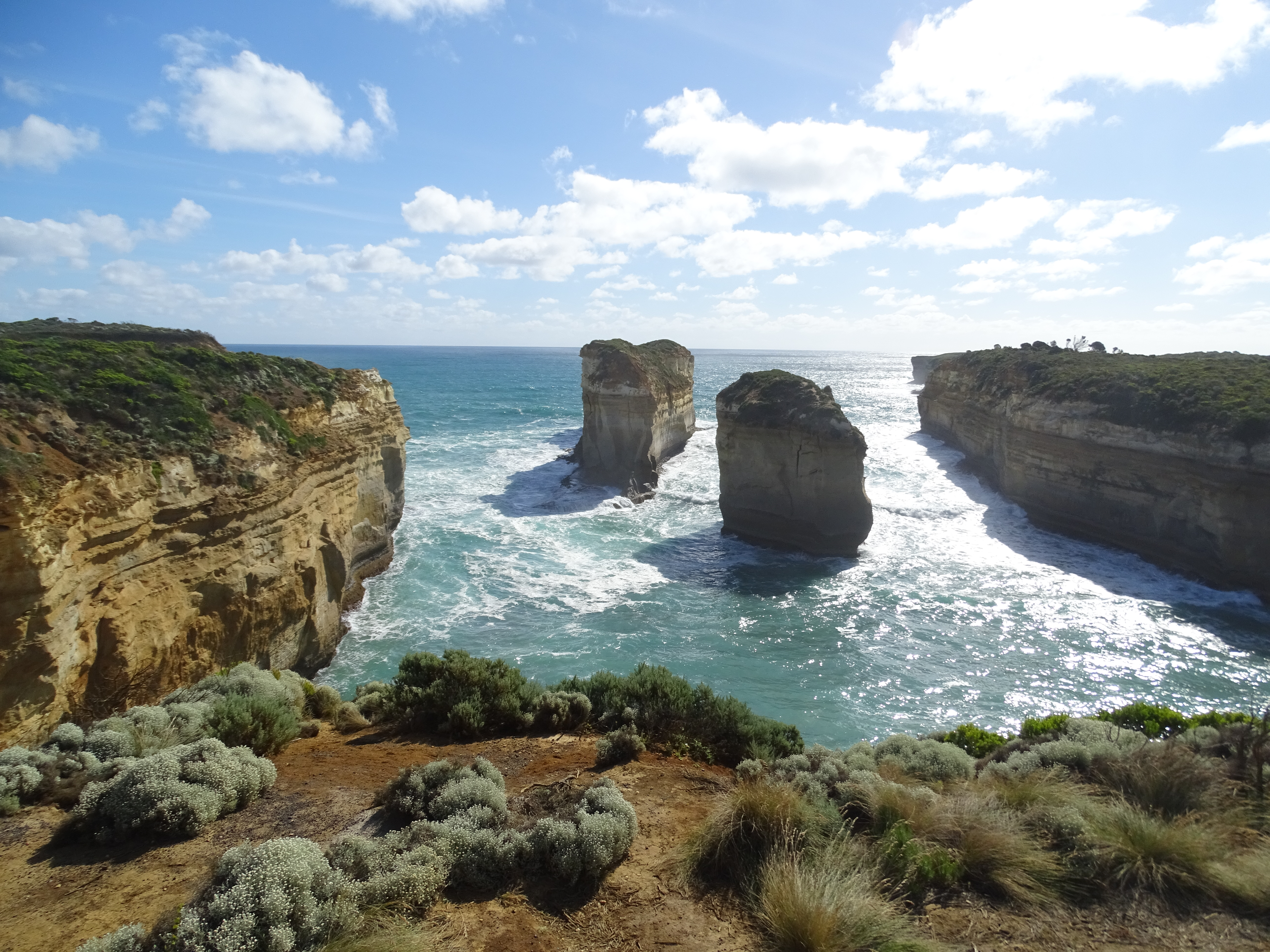
Tom and Eva (Loch Ard Gorge)
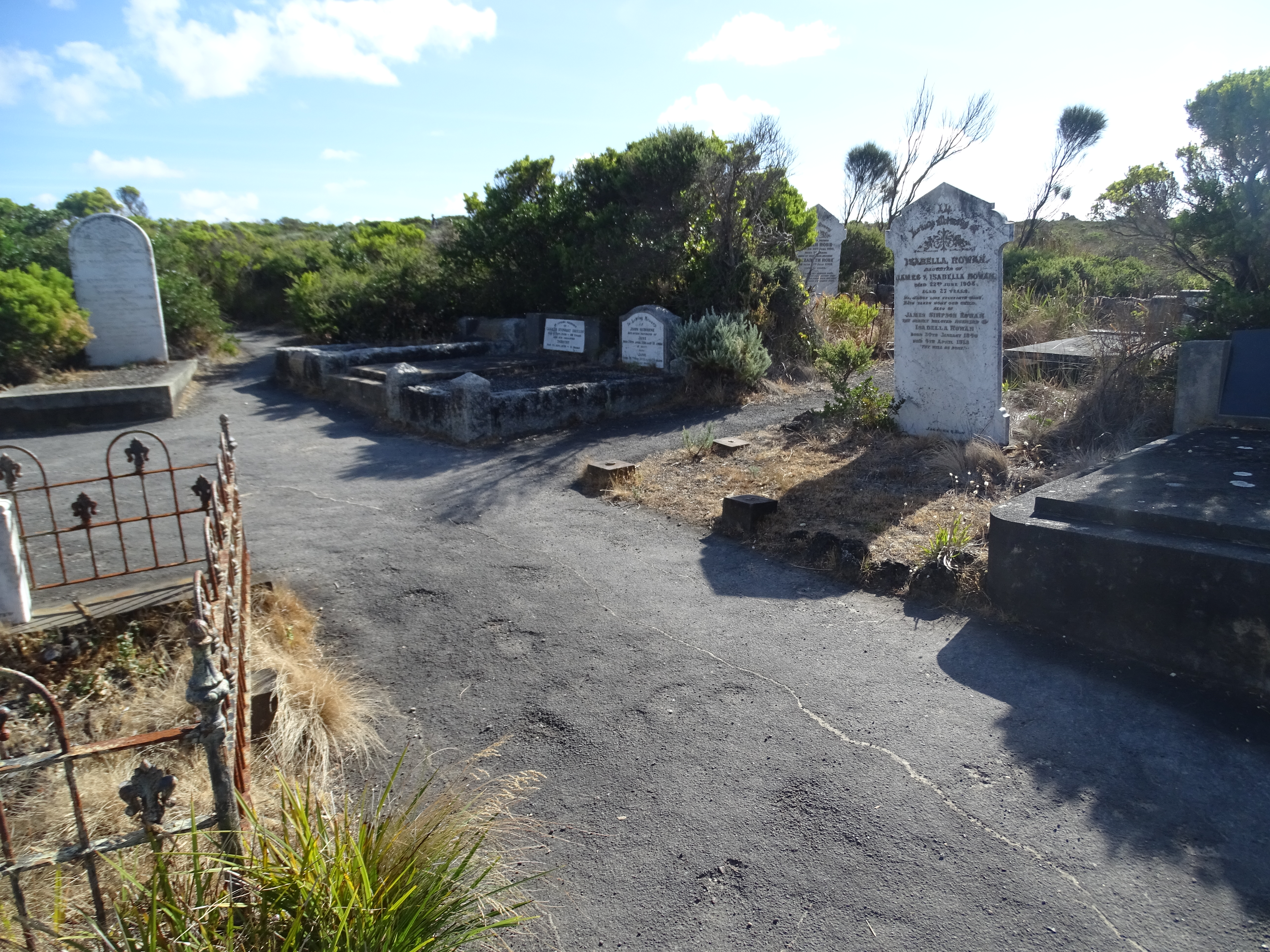
Loch Ard Cemetery
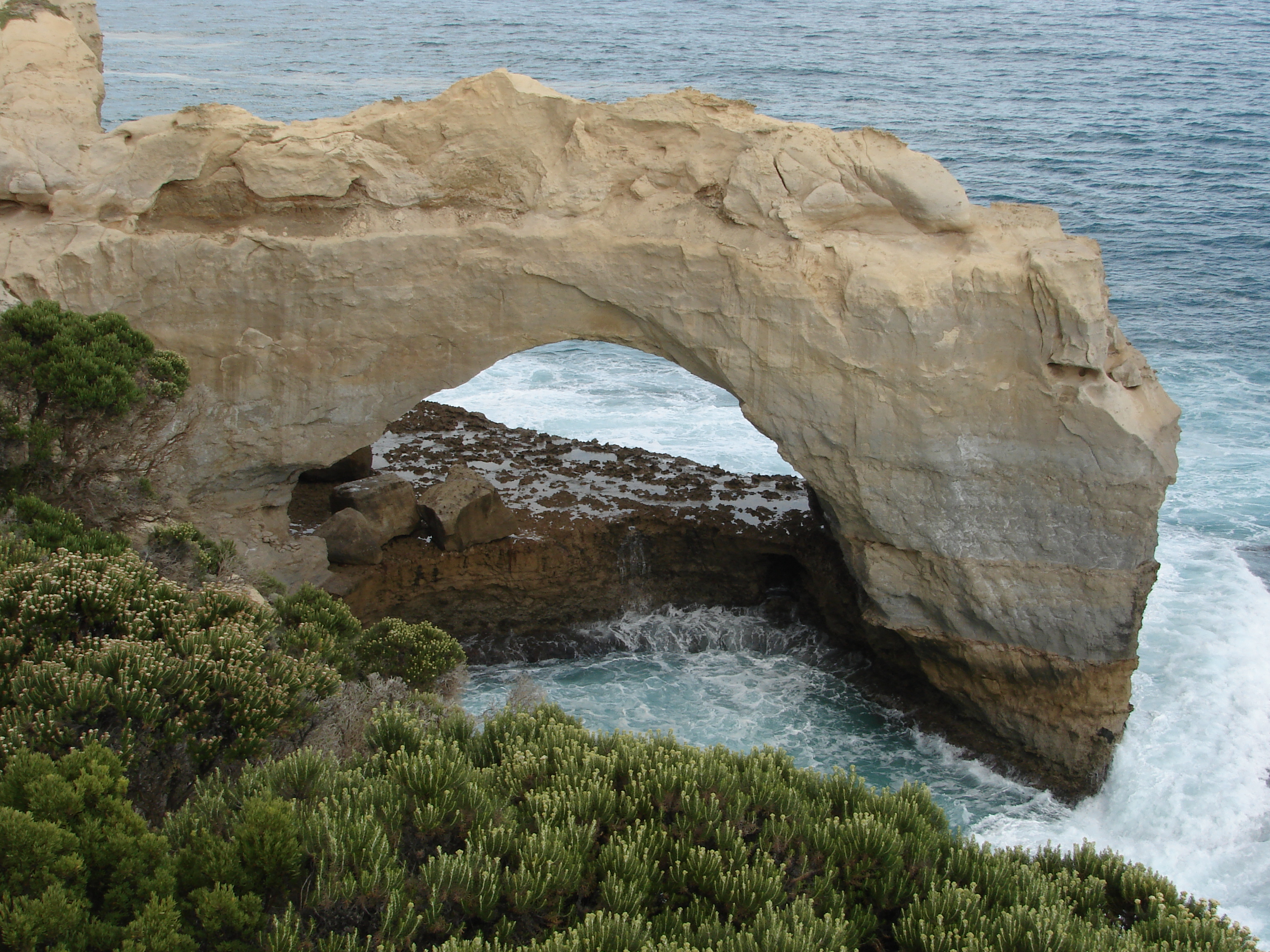
The Arch

## Flora und Fauna
Im spärlich bewachsenen Buschland blühen trotzdem 6 bedeutsame einheimische Pflanzenarten, inklusive der Metallic Sun-orchid und der Scented Spider-orchid. Hier fühlen sich die Southern Brown Bandicoots, Swamp Antechinuses und Echidnas wohl. Die Lüfte werden von Falken, Honigfressern, Seeschwalben, Albatrossen und Sturmtauchern erobert. Am Strand der London Bridge und der Twelve Apostles lassen sich in der Dämmerung heimkehrende Pinguine beobachten. Am Tage wird das Meer von Pelikanen, Enten, Reihern und Schwarzschwänen bevölkert. Auf einem Bay of Islands Felsen brütet eine Kolonie von Silver Gulls, andere werden vom australischen Tölpel, dem Sturmtaucher und dem seltenen Black-faced Kormoran bewohnt.

## Sehenswürdigkeiten
- Twelve Apostles, acht freistehende Felsen im Meer
- Gibson Steps, eine steile Treppe zum Strand mit Blick auf zwei Apostel
- London Bridge
- Loch Ard Gorge, zwei durch einen Sandstrand verbundene Schluchten mit einer Höhle
- Mutton Bird Island, eine Insel mit einer Brutkolonie von Sturmvögeln
- The Arch, ein Felsbogen am Meer
- The Grotto, ein Karsttrichter
- Thunder Cave, ein 100 Meter langer Tunnel mit einer Öffnung, die bei Wellengang laut dröhnt